# Улица Вавиловых (Киев)
Улица Вавиловых (укр. Вулиця Вавілових) — улица в Шевченковском районе города Киева. Пролегает от улицы Рижская до улицы Владимира Сальского, исторически сложившаяся местность (район) Сырец.
Примыкают улицы Орловская, Академика Щусева, Юрия Глушко.

## История
817-я Новая улица возникла в 1950-е годы. 
5 июля 1955 года 817-я Новая улица переименована на улица Вавилова — в честь советского физика Сергея Ивановича Вавилова, согласно Решению исполнительного комитета Киевского городского совета депутатов трудящихся № 857 «Про наименование улиц города Киева» («Про перейменування вулиць м. Києва»).
16 декабря 1974 года улица Вавилова переименована на улица Академика Вавилова — в честь советского физика Сергея Ивановича Вавилова, согласно Решению исполнительного комитета Киевского городского совета депутатов трудящихся № 1476 «Про упорядочивание наименований и переименование улиц города Киева» («Про впорядкування найменувань та перейменування вулиць м. Києва»).
6 сентября 1991 года улица получила современное название — в честь советских учёных и академиков АН СССР Сергея Ивановича Вавилова и Николая Ивановича Вавилова, согласно Решению исполнительного комитета Киевского городского совета народных депутатов № 561 «Про наименование улиц и возвращение улицам исторических названий» («Про найменування вулиць і повернення вулицям історичних назв»).

## Застройка
Улица пролегает в северо-восточном направлении параллельно улицам Бориса Житкова и Максима Берлинского. 
Парная и непарная стороны улицы заняты чередующейся усадебной, малоэтажной (2-этажные дома) и многоэтажной (5-9-16-этажные дома) жилой застройкой, учреждениями обслуживания.
Учреждения:
1. дом № 10 — Главное управление Гоструда в Киевской области
2. дом № 13 — Научно-исследовательский институт промышленной безопасности и охраны труда

Мемориальные доски:
1. дом № 20/33 — Сергею Ивановичу Вавилову — комментарий к старому (1955-1974) наименованию улицы